# Livius Gratus

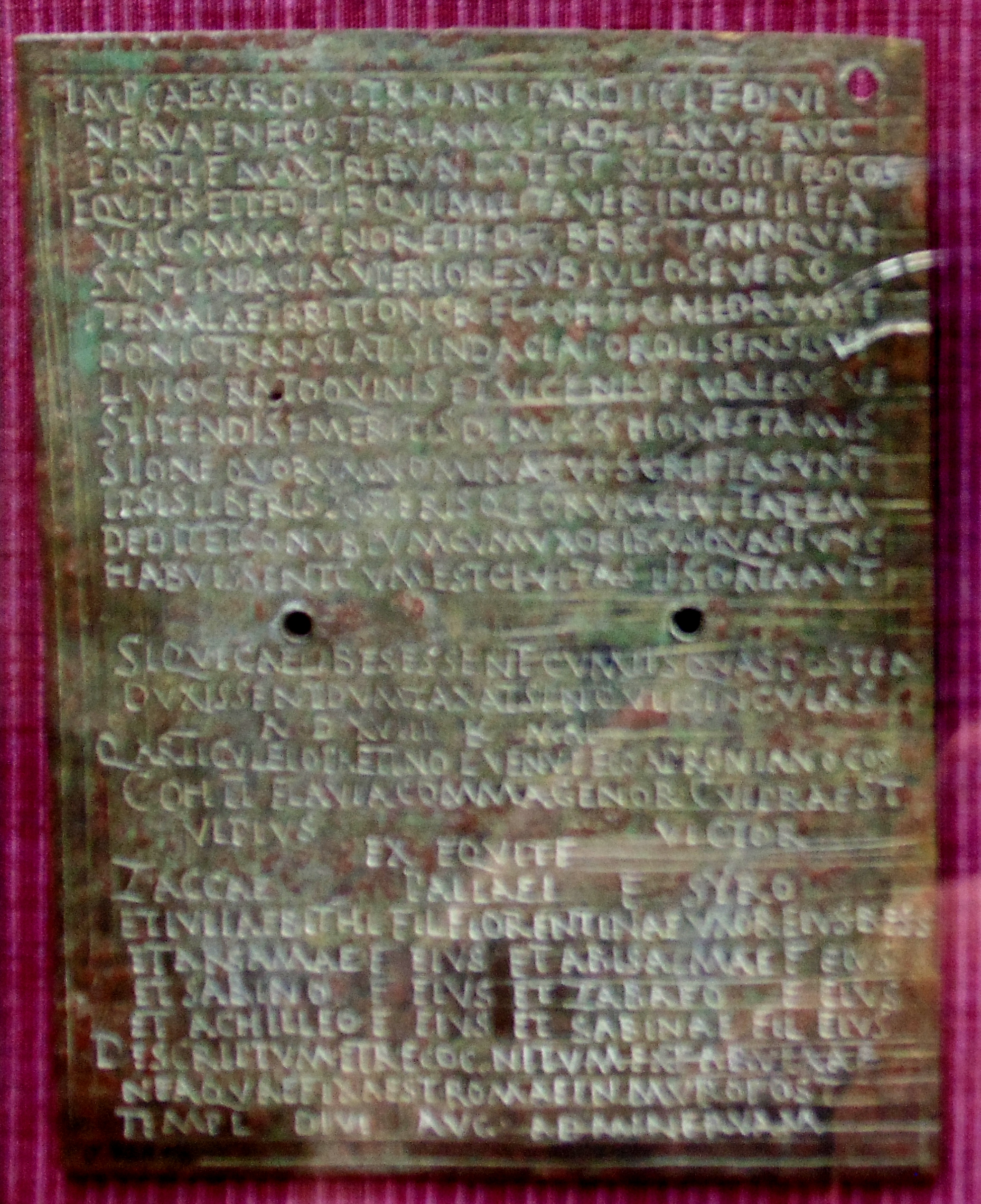
Das Militärdiplom

Livius Gratus (sein Praenomen ist nicht bekannt) war ein im 1. und 2. Jahrhundert n. Chr. lebender römischer Politiker.
Durch Militärdiplome, die auf den 14. April und den 10. August 123 datiert sind, ist belegt, dass Gratus 123 Statthalter der Provinz Dacia Porolissensis war.